# Frederiksoord
Frederiksoord est un village situé dans la commune néerlandaise de Westerveld, dans la province de Drenthe. Le 1er janvier 2008, le village comptait 100 habitants.
Le village est issue d'une colonie de défrichement des années 1818-1820,.
Plusieurs bâtiments datant de l'époque de la fondation sont déclarés monument national. Il y a également une demande à l'Unesco en cours pour être reconnu comme patrimoine mondial. Un de ces bâtiments héberge le musée De Koloniehof. Le musée est nommé en février 2013 pour le Museumprijs 2013.